# ハイナー・ミュラー
ハイナー・ミュラー（Heiner Müller、1929年1月9日 - 1995年12月30日）は、ドイツの劇作家、演出家。
生産現場を舞台に社会主義の現実を描いた「生産劇」や古典作品の現代的な翻案で知られる。『ハムレット』を下敷きにした数ページのテクスト『ハムレットマシーン』が特に名高い。ブレヒト以後ドイツの最も重要な劇作家とされている。

## 生涯
ザクセン自由州エッペンドルフに生まれる。社会主義者であった父親がナチス政権に逮捕されたため、少年期に様々な苦労を負った。戦後は東ドイツ領に残り、高校を卒業後ジャーナリストとして活動、東ドイツ作家同盟に研究員として従事する傍ら作品の発表を始めた。1957年にジョン・リード作『世界を揺るがせた十日間』を演劇用に翻案した作品が実質上のデビュー作である。1958年に妻インゲ・ミュラー（1966年に自殺）との共作『賃金を抑える者』がハインリヒ・マン賞を受賞。しかししだいに政府との軋轢が起こるようになり、1961年の『移住者、あるいは田舎の生活』は政府の干渉により上演中止、ミュラーは作家同盟から除名処分を受けることになった。その後も1964年発表の『建設』が政府中央委員会でヴォルフ・ビーアマンとともに名指しで批判されるなどして作品の上演、刊行がままならなくなり、次第にギリシア悲劇やシェイクスピアの翻案を発表するようになった。東ドイツでは1980年代初頭まで彼の劇作品が上演されることはなかった。
1970年代から西ドイツにも演出家として招かれ、1980年代には西ドイツにおいてハイナー・ミュラーブームが起こった。1977年に『ハムレットマシーン』が発表されたのも西側の演劇雑誌『テアター・ホイテ』である。この作品は数ページのごく短い作品ながら当時の社会状況を色濃く反映しており、その破壊的で謎めいた表現は多くの演劇人を刺激した。西ドイツでの評価によって東ドイツでの活動が認められ、劇作家と同時に演出家としても活動を展開した。1990年には上演時間が7時間を超す「ハムレット/マシーン」を上演した。東西ドイツ統一後の1992年、ベルリナー・アンサンブルの劇場監督に就任し、1995年の死去まで主に演出家として活躍、また晩年は詩作も行なっていた。

## 主要作品
- 賃金を抑えるもの（Der Lohndrücker、1958年）
- 訂正（Die Korrektur、1958年)
- 移住者、あるいは田舎の生活（Die Umsiedlerin oder Das Leben auf dem Lande、1961年）
- ピロクテーテス（Philoktet、1964年）
- 建築（Der Bau、1965年）
- ソフォクレスのオイディプス（Sophokles/Ödipus, Tyrann、1966年）
- ホラティ人（Der Horatier、1968年）
- マウザー（Mauser、1970年）
- マクベス（Macbeth、1971年）
- ゲルマーニア ベルリンの死（Germania Tod in Berlin、1971年）
- セメント（Zement、1972年）
- 戦い（Die Schlacht、1974年）
- トラクター（Traktor、1974年）
- グントリングの生涯 プロイセンのフリードリヒ レッシングの眠り夢叫び（Leben Gundlings Friedrich von Preußen Lessings Schlaf Traum Schrei. Ein Greuelmärchen、1976年）
- ハムレットマシーン（Die Hamletmaschine、1977年）
- 指令（Der Auftrag、1979年）
- カルテット（Quartett、1981年）
- 落魄の岸辺 メディアマテリアル アルゴー船員たちのいる風景（Verkommenes Ufer Medeamaterial Landschaft mit Argonauten、1982年）
- ヴォロコラムスク幹線路5部作（Wolokolamsker Chaussee、1984年-）
- 解剖タイタス ローマの没落 シェイクスピア・コメンタール（Anatomie Titus Fall of Rome Ein Shakespearekommentar、1985年）

## 著書（日本語訳）
- ゲルマーニア ベルリンの死―ハイナ・ミュラーの歴史を待つ戯曲集（早稲田大学出版部、1991年）
- 人類の孤独―ドイツについて （窓社、1992年）対談集
- ハムレットマシーン（未來社、1992年）
- メディアマテリアル（未來社、1993年）
- 闘いなき戦い―ドイツにおける二つの独裁下での早すぎる自伝（未來社、1993年）自伝
- カルテット―ミュラー・コンテンポラリー （未來社、1994年）
- 悪こそは未来（こうち社、1994年）評論集
- 指令（ドイツ現代戯曲選30）（論創社、2006年）
- モムゼンのブロック(『シアターアーツ』1995年2号、晩成書房)

## 日本での上演
- 2005年6月22日〜30日にかけて新国立劇場でミュラー演出、ブレヒト原作、マルティン・ブトケを主演としたベルリナー・アンサンブルの「アルトゥロ・ウィの興隆」が上演された。